# Spindrift Cove
Die Spindrift Cove (englisch für Gischtbucht) ist eine Bucht an der nordwestlichen Küste von Signy Island im Archipel der Südlichen Orkneyinseln. Sie liegt südlich der Spindrift Rocks.
Der Falkland Islands Dependencies Survey nahm zwischen 1947 und 1950 Vermessungen der Bucht vor. Luftaufnahmen entstanden 1968 durch die Royal Navy. Das UK Antarctic Place-Names Committee benannte sie 2004 in Anlehnung an die Benennung der gleichnamigen Klippen.